# Dāna
Dāna (sánscrito: दान) es un término sánscrito y pali cuyo significado es ‘generosidad’. En el budismo también se refiere a la práctica de cultivar la generosidad. En última instancia, la práctica de la generosidad culmina en una de las perfecciones (paramitas): dana-paramita, que se caracteriza por una generosidad incondicional y sin ningún sentimiento de apego.
La práctica de la generosidad lleva al renacimiento en condiciones felices y de riqueza material. Por el contrario, la falta de generosidad lleva a estados infelices y de pobreza.
La paradoja en el budismo es que cuanto más se da sin esperar nada a cambio, más rico (en el más amplio sentido de la palabra) se es en el futuro, ya que practicando la generosidad se destruyen los impulsos de codicia que posteriormente conducen al sufrimiento.